# 아나타한의 여왕사건
아나타한의 여왕사건(일본어: アナタハンの女王事件 アナタハンのじょおうじけん[*])은 1945년부터 1950년까지 벌어진 태평양 마리아나 제도에 있는 아난타한섬에서 발생하여, 많은 수수께끼를 남긴 복수의 남성 괴사(怪死)사건이다

## 개요

### 남양(南洋) 개발의 지원하에

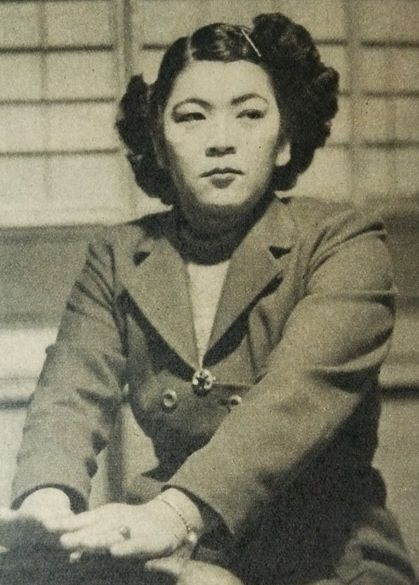
히가 카즈코 (1952년)

사이판섬 북쪽 약 117km에 위치한 아나타한섬은 1945년 당시, 일본의 위임통치령 북마리아나 제도에 속하는 섬으로, 동서 길이 약 9km, 폭 3.7km의 작은 섬이었고, 최고점은 해발 788m인 원래 거주자가 수십명에 불과한 화산이 중심인 완만한 작은 섬이었다.
제2차 세계대전 말기에 남양흥발 사원의 아내인 "히가 카즈코(比嘉和子)"와 같은 회사 사원의 남성 상사 키쿠이치로(菊一郎) (함께 오키나와 출신), 폭격을 받아 침몰한 징용성 3척의 선원 (군 소속)과 승선한 해군 병사, 섬에 있던 육군 병사 등 남자 31명 (일본인으로, 대부분이 10~20대의 젊은 사람)이 합류해, 섬에 파견되어 남양흥발로부터의 물자를 받으면서. 옛 섬 주민과 자급자족에 가까운 공동 생활을 하고 있었다.
1944년 6월, 일본의 "절대적 국방권"의 요충지였던 사이판 함락을 목표로 하는 미군은 아나타한에도 격렬한 폭격을 가했다. 원래 거주자들은 모두 사이판섬으로 대피했지만, 일본인들은 섬에 남았다. 당초, 키쿠이치로와 카즈코는 각각 처자와 남편이 출장으로 잠시 섬을 떠났었기에, 상황 판단을 한 2명은 "부부"로서 남자들로부터 떨어져 동거했다. 31명의 남자들도 배마다 각각 집단을 이뤄 살고 있었다. 그 중 전원이 1명의 여성을 둘러싸고 다투게 되어, 1945년 8월 종전까지 여러 명의 실종자가 나왔다.

### 종전 후
1945년 8월 종전 시, 이 섬에 잔류한 일본인이 있다는 것을 알게 된 미군은 확성기로 섬 주민들에게 일본의 패전을 알렸지만, 아나타한섬의 일본인은 믿지 않고 섬을 떠나려 하지 않았다. 그 후 미군은 북마리아나 제도 일대의 신탁통치 이양 등에 시간이 걸렸고, 이 섬을 떠나지 않으려는 일본은 방치되었다. 패전 후, 섬은 잊혀지게 되었고, 이들은 남양개발에서 준 식량을 다 먹고 고구마를 직접 재배하게 되기 전까지는 박쥐, 도마뱀 등을 잡아먹었다. 옷도 없이 나무를 비비고 불을 피우는 원시인과 같은 생활을 했다.
1946년 8월, 산 중에 추락한 미군 보잉 B-29의 잔해와 낙하산이 발견되고, 이때 잔해 속에서 발견된 권총 4정을 재조립한 권총 2정이 그들의 손에 들어가면서 남자들의 역학관계에 변화가 생겼다. 이후, 총기의 존재가 권력의 상징이 되었고, 이후 여성을 둘러싸고 남성들 사이에 공공연히 살인이 벌어지게 되었다.
먼저, 키쿠이치로가 변사했다. 그 후 카즈코는 남자들의 리더가 뽑은 젊은 남자를 "남편"으로 삼고 살기 시작했는데, 그 남자도 변사했다. 
게다가, 그 다음 "남편" 역시 변사했다. "원흉은 카즈코"라는 분위기가 강해져, 생명의 위험을 느낀 카즈코는 혼자 미군에 투항했다. 이를 계기로 남자들도 구출 되었지만, 32명에서 20명으로 감소해있었다. 이 시점까지 사망한 남성은 실종을 포함 13명이나 되었다. 구출된 사람은 1951년 7월 7일에는 일본 본토에 상륙해 복귀 절차를 마치고 해산했으나, 일부는 이날 참의원 인양특별위원회에 초청돼 간담회를 가졌다고 한다.